# 加库尔纳加尔
加库尔纳加尔（Gakulnagar），是印度特里普拉邦West Tripura县的一个城镇。总人口9037（2001年）。

## 人口
该地2001年总人口9037人，其中男性4918人，女性4119人；0—6岁人口1314人，其中男668人，女646人；识字率65.80%，其中男性为73.26%，女性为56.88%。